# 木村栄一 (化学者)
木村 栄一（木村 榮一、きむら えいいち、1938年 - ）は、日本の薬学者・化学者（専門は生物有機科学）。静岡大学理学部客員教授、広島大学医学部名誉教授、元日本薬学会会頭。

## 経歴
1957年（昭和32年）、静岡県立静岡高等学校卒業、東京大学薬学部卒業、同大学院修士修了後、フルブライト留学生としてNorth Carolina州立大大学院博士課程入学、化学系Ph.D（博士）取得。帰国後、広島大学医学部総合薬学科に着任、同活性構造化学講座教授。2002年（平成14年）、同大学定年退職、医学部名誉教授。2003年（平成15年）度日本薬学会会頭、2004年（平成16年）、紫綬褒章、2014年（平成26年）度春、瑞宝中綬章受章。
2019年現在、静岡大学理学部客員教授。腎孟がん、進行・転移がんからのがんサバイバーとして、講演活動を行う。

## 受賞
- 1978年（昭和53年）度　日本薬学会奨励賞[11]

「生体関連金属錯体モデル化合物の研究」
- 1981年（昭和56年）度　日本薬学会宮田専治学術振興会学術（奨励）賞（現・宮田記念学術論文賞）[12]
- 1996年（平成8年）度 日本薬学会賞[13]

「大環状ポリアミンによる新たな超分子科学の創造」
- 2011年（平成23年）度　錯体化学会貢献賞[14]

「大環状ポリアミンによる新超分子化学」
- 2004年　紫綬褒章
- 2014年　瑞宝中綬章

## 著作
単著
- 無機薬化学 (1985年) (新薬学シリーズ) 、朝倉書店、1985/01、ASIN B000J6XT1W
- 無機薬化学 (新薬学シリーズ) - 朝倉書店、1999/6、ISDN 978-4254361612

編集
- 超分子の化学（化学の指針シリーズ）、裳華房、2013/04、ISBN 978-4-7853-3226-6

研究論文
- New-dimensional cyclam. Synthesis, crystal structure, and chemical properties of macrocyclic tetraamines bearing a phenol pendant. Inorg. Chem., 1987, 26(18), 2975-2983, doi:10.1021/ic00265a012.

## 特許
- 新規化合物及び遺伝子発現制御剤並びに遺伝子発現制御方法. 特許広報. 学校法人東京理科大学. 2006/02/16. 特許第4741210号.（青木 伸, 岡谷 理恵子, 武田 敬, 木村 榮一）。J-GLOBAL ID：201303070378394429
- ポリアミン亜鉛錯体及びこれを含有してなる抗後天性免疫不全症候群ウイルス剤．公開広報．テルモ株式会社, 木村 栄一．特願平4-073739．特開平7-179475（中村 昭四郎, 井上 義雄, 木村 栄一, 小池 透）。J-GLOBAL ID：200903045075154398

他、多数。